# Goethebrunnen (Bensheim)

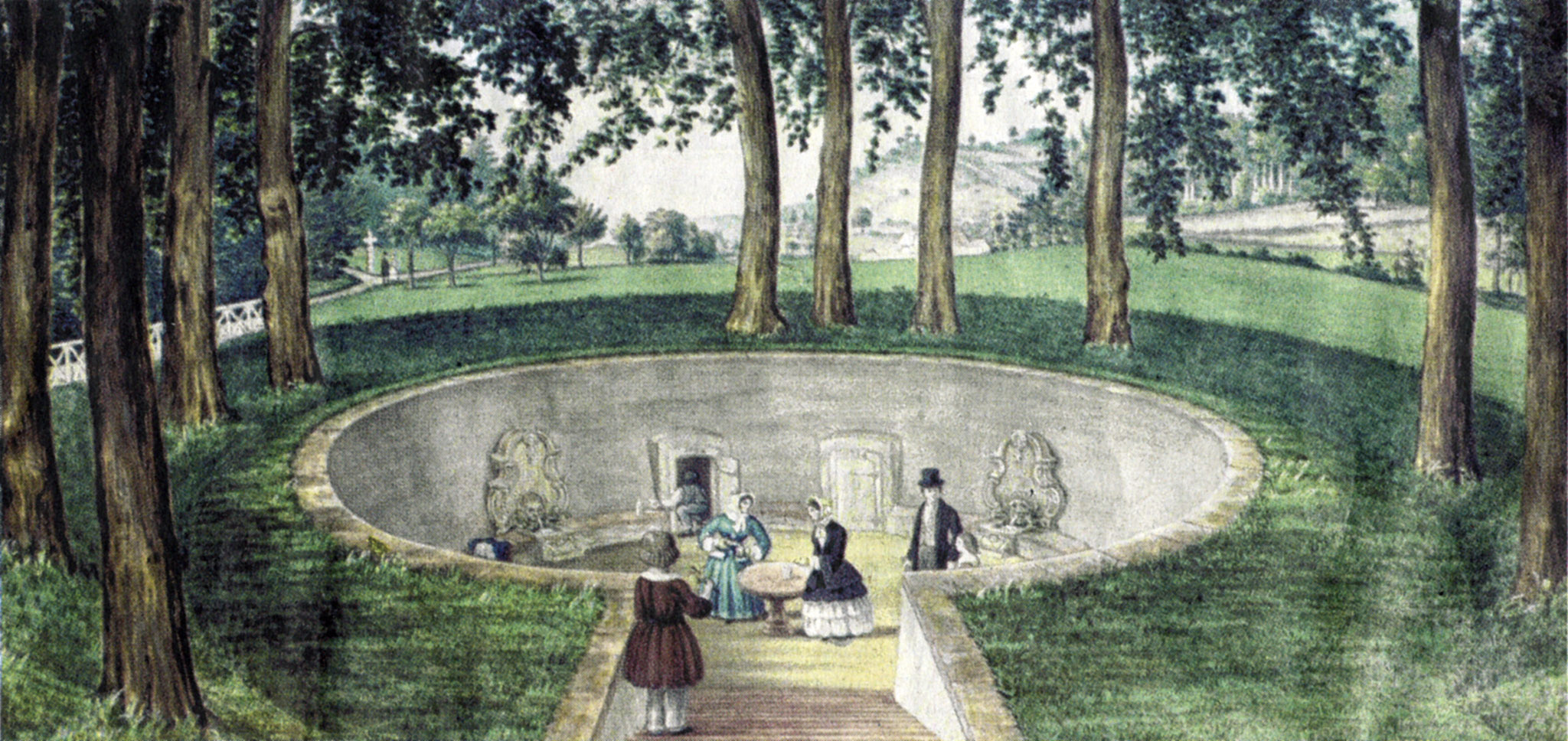
Der Goethebrunnen 1850 auf einem Gemälde von Ernst August Schnittspahn

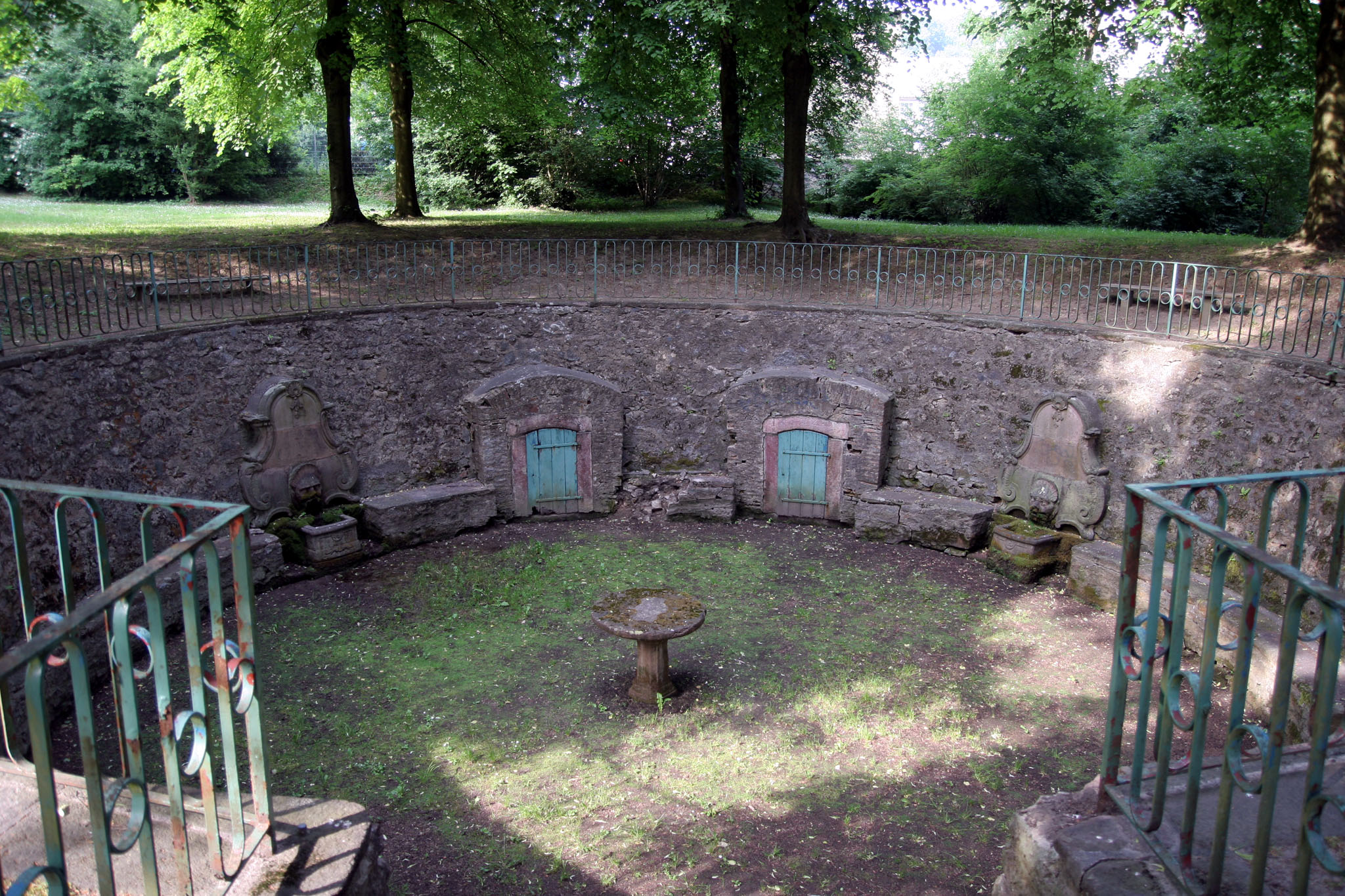
Der Goethebrunnen im Mai 2008

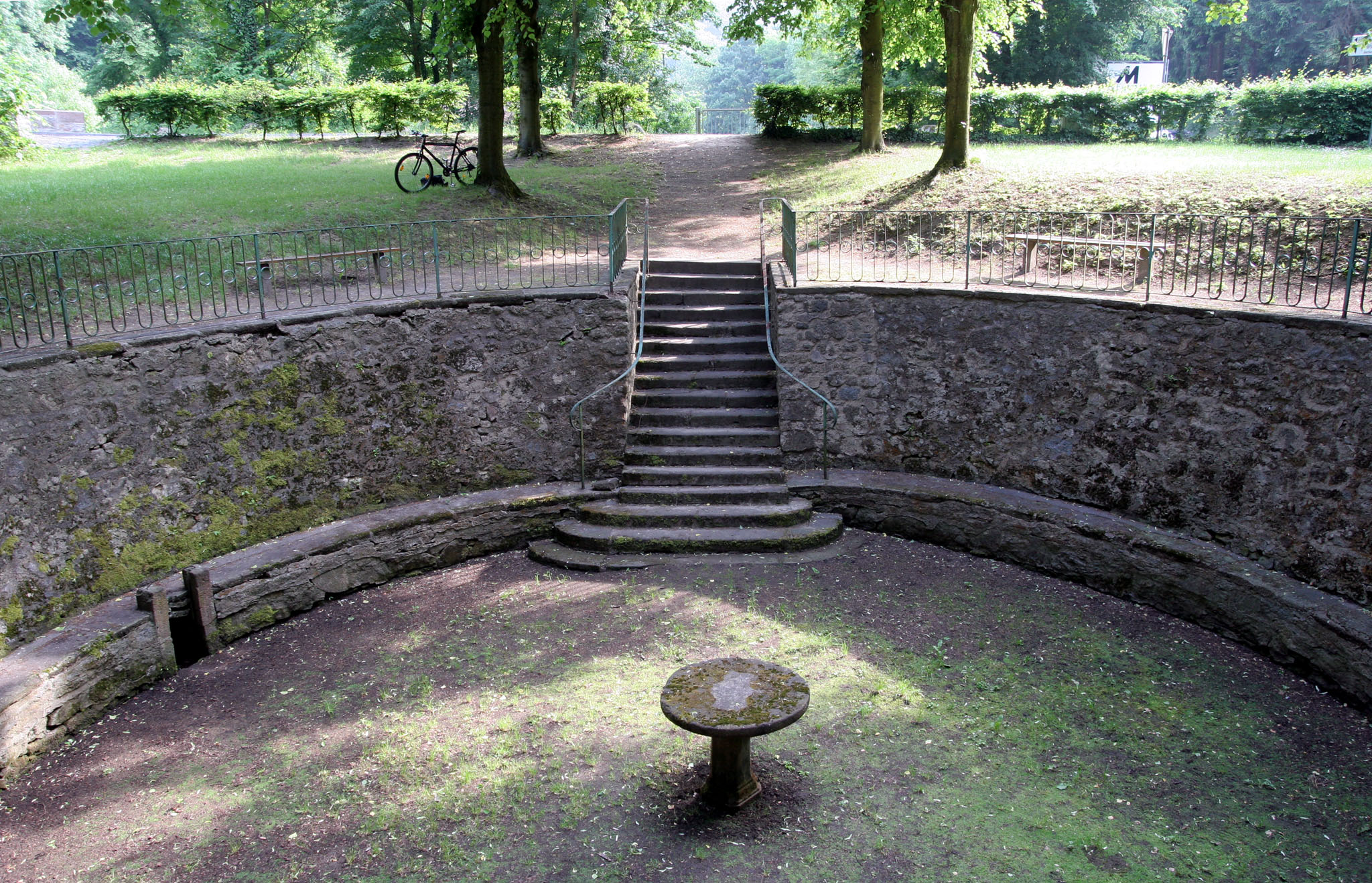
Blick auf die Treppenanlage

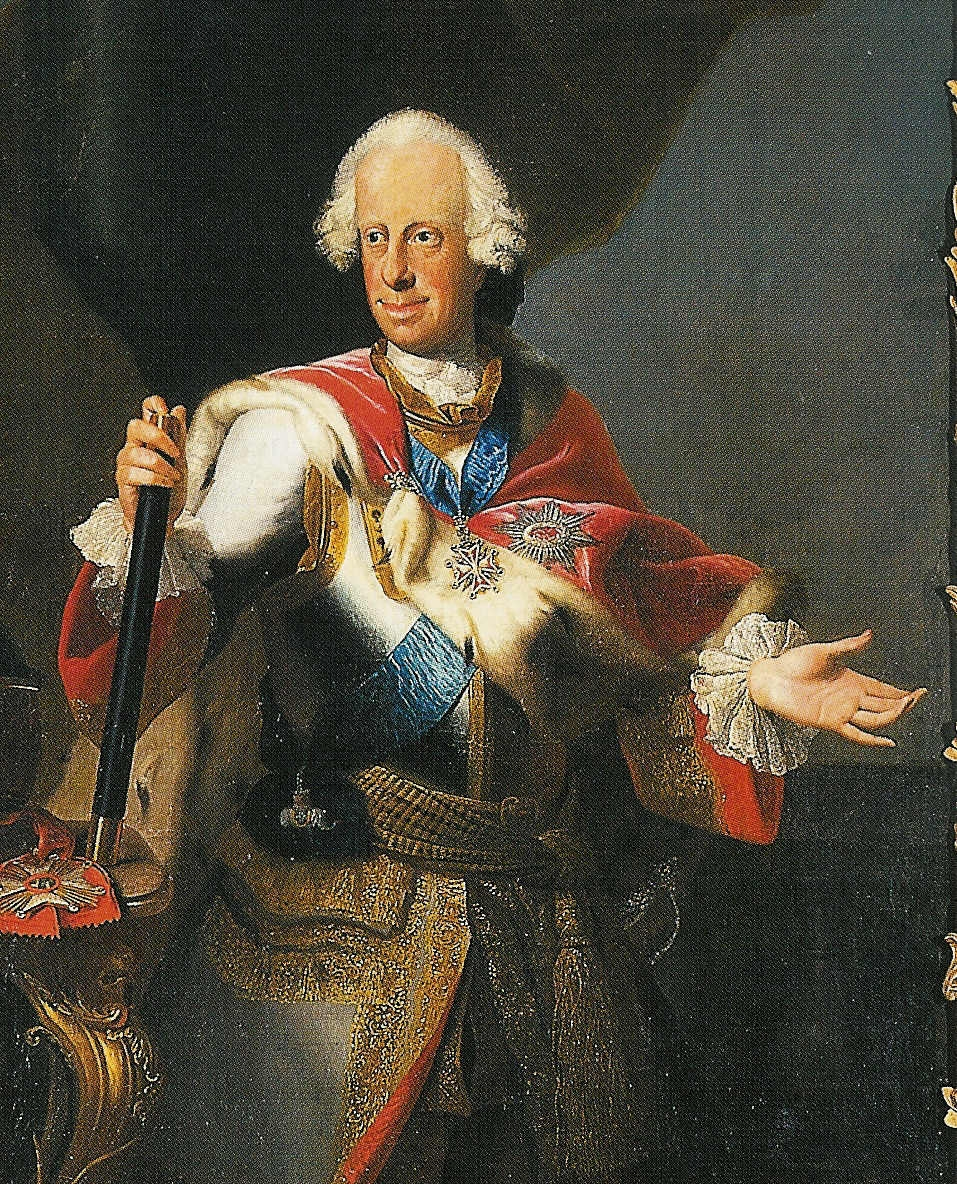
Landgraf Ludwig VIII. von Hessen-Darmstadt, Gründer des Fürstenlagers

Der Goethebrunnen, auch Gesundbrunnen genannt, ist eine 1784 errichtete Brunnenanlage im Bensheim-Auerbacher Fürstenlager. Die Anlage ist ein unter Denkmalschutz stehendes Kulturdenkmal.

## Lage und Geschichte
Der Goethebrunnen befindet sich von Bensheim-Auerbach kommend unmittelbar vor Hochstädten – aber noch auf Auerbacher Gemarkung – wenige Meter rechts von der L 3103 (Mühltalstraße) hinter einer Brücke, die zum sogenannten Marmorit-Werk führt.
Der Auerbacher Pfarrer Zwickwolf schrieb bereits 1739, dass „Leute aus Darmstadt, Frankfurt, Heidelberg, Mannheim und sogar über dem Rhein und Main her in großen Scharen“ nach Auerbach gekommen seien, um das Heilwasser in Krügen und Fässern zu holen. Der Hofmedikus und Badearzt J. H. Lichtenberg schrieb dem Wasser 1769 eine heilende Wirkung zu. Zwischenzeitlich entdeckte Landgraf Ludwig VIII. von Hessen-Darmstadt den Ort für seinen Hof und gründete das Fürstenlager. Der Brunnen wurde 1784 vermutlich auf Wunsch des hessischen Erbprinzen errichtet. Die „große Zeit“ des Auerbacher Heilwassers begann. Sie hielt jedoch nur knapp 50 Jahre an. Um 1930 versiegte die Quelle dann fast vollständig. Es wird vermutet, dass die Ursache mit dem benachbarten Untertage-Abbau des Hochstädter Marmoritwerkes zusammenhängt.
Neben dem am Herrenhaus in der Roßbach liegenden Brunnen, ist der Goethebrunnen der zweite Brunnen des Fürstenlagers.
So belegt eine Urkunde im Hessischen Staatsarchiv Darmstadt (HADIS) von 1768:

Akkurater Grundriss von zwei Gesundheitsbrunnen, der eine im Hochstätter Tal, der andere im Roßbach, beide in der Auerbacher Gemarkung und Umgebung.
Für 2006 war eine Sanierung des Goethebrunnens geplant, die aber aus Kostengründen verschoben wurde. Die aktuellen Kosten für die Sanierung werden auf 150.000 Euro geschätzt.

## Aufbau
Der Brunnen ist kreisrund ausgelegt und in einer Tiefe von etwa zwei Metern ausgehoben. In westlicher Richtung befindet sich eine Treppe, die zu dem Brunnen hinab führt. In der Mitte des Brunnens steht ein runder Tisch aus Sandstein. Direkt gegenüber der Treppe sind zwei Brunnenstuben. Daneben die eigentlichen Wandbrunnen, die aus gelbem Sandstein geformte Löwenköpfe darstellen und aus deren Maul das Wasser recht spärlich (tropfenweise) fließt. Über den beiden Brunnenstuben befindet sich im Sturz die Datierung auf das Jahr 1784. Der Wasserablass befindet sich unmittelbar neben der Treppenanlage. Ein eisernes Geländer schützt, vermutlich seit der Renovierung im Jahr 1961, Besucher vor dem möglichen Herabfallen in den Brunnen.

## Goethe und der Gesundbrunnen
In seinem Werk Hermann und Dorothea beschreibt Goethe einen Brunnen, der diesem Gesundbrunnen sehr ähnlich ist. Man vermutet daher, dass dieser Brunnen Johann Wolfgang von Goethe bekannt war.

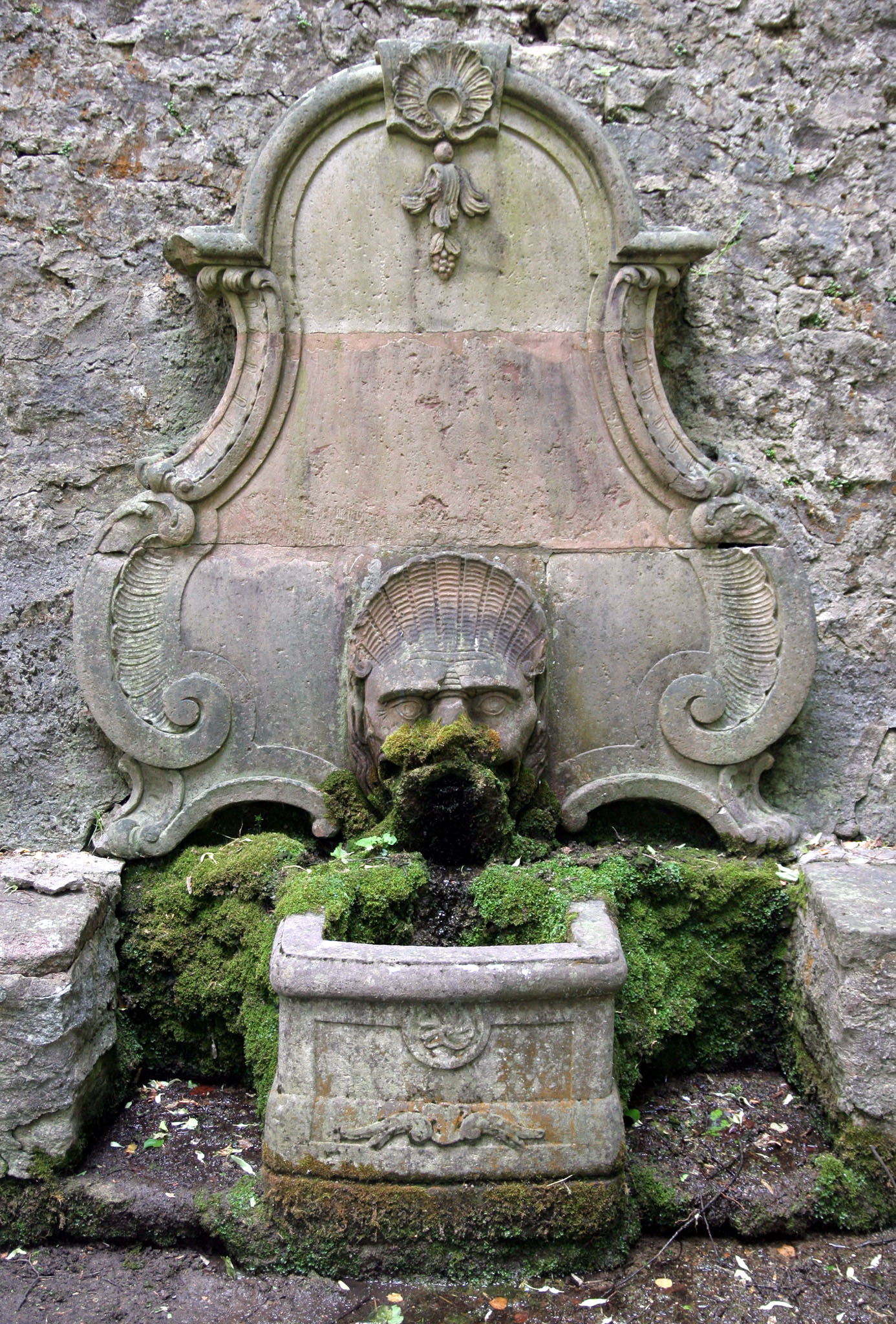
Einer der beiden Wandbrunnen
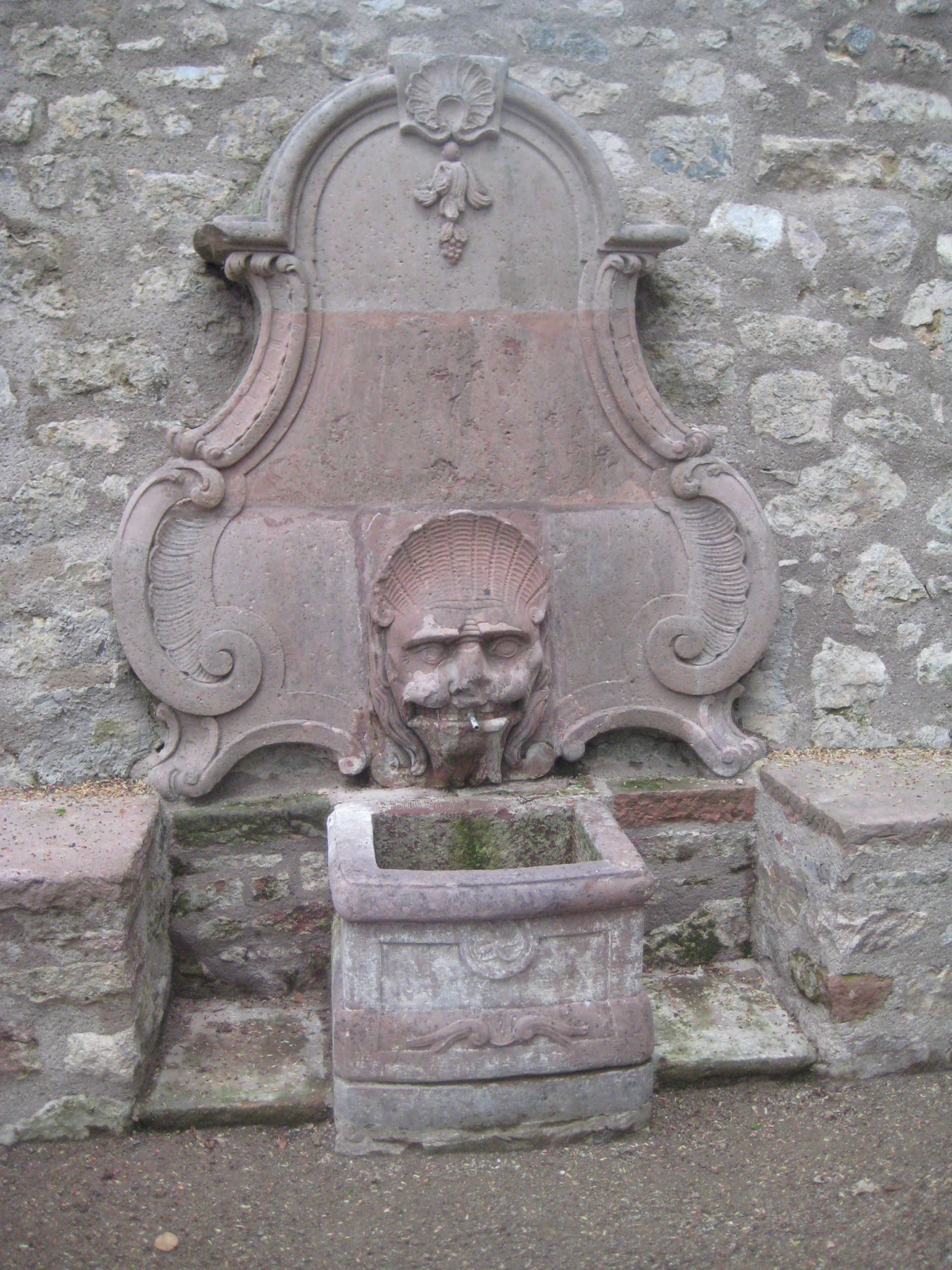
Nördlicher Löwenbrunnen renoviert (2013)
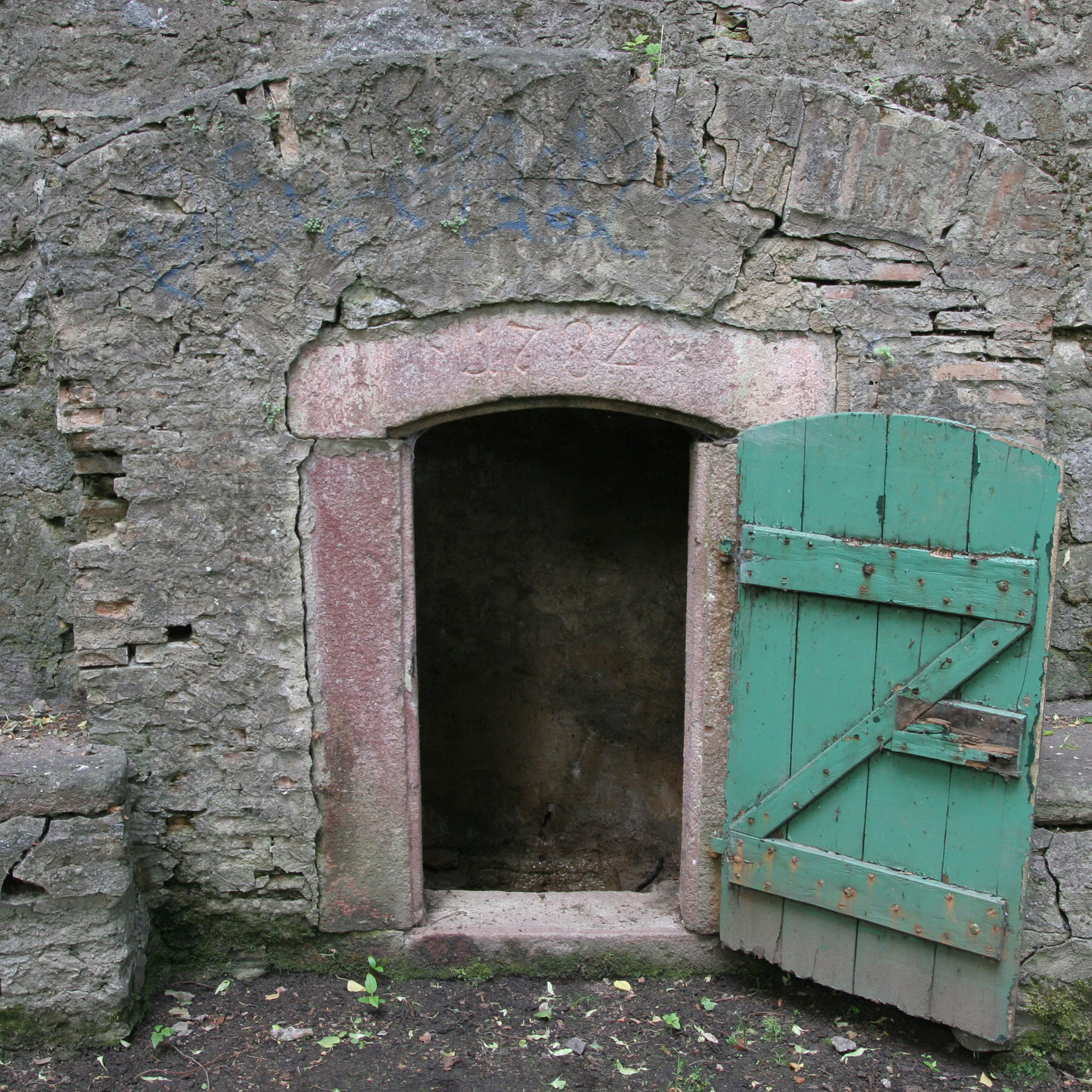
Eine der beiden Brunnenstuben
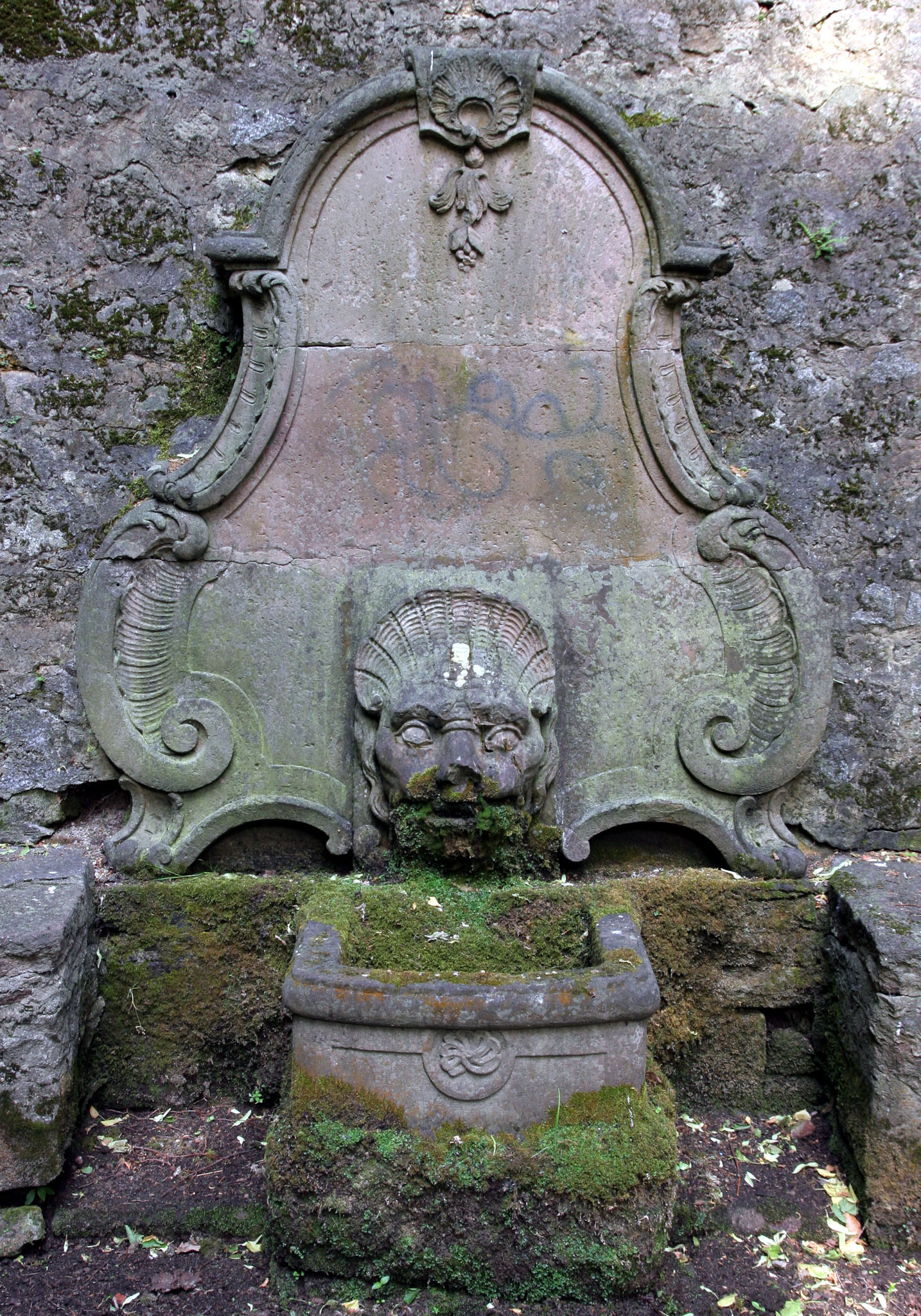
Der andere Wandbrunnen